# Бератлыгиль, Али
Али Бератлыгиль (тур. Ali Beratlıgil; 21 октября 1931, Измит — 1 февраля 2016, Стамбул) — турецкий футболист.

## Клубная карьера
Провёл большую часть своей карьеры футболиста в «Галатасарае». 27 сентября 1952 года он впервые вышел на поле в составе стамбульского клуба в рамках Стамбульской футбольной лиги (общенационального чемпионата в то время ещё не существовало) в матче против «Эмниета». 18 октября того же года забил свой первый гол в лиге, закрепив в концовке матча преимущество «Галатасарая» над командой «Адалет». В сезоне-1954/55 «Галатасарай» выиграл лигу, а Бератлыгиль с 15 мячами стал её лучшим бомбардиром. Среди забитых на том турнире голов можно выделить дубль в ворота «Фенербахче», который он смог сделать уже на 4-й минуте матча. В последующие сезоны не отличался высокой результативностью, выделяется лишь матч против «Бейоглуспора» 12 октября 1956 года, в котором он оформил хет-трик.
В 1958 году перебрался в скромный «Адалет», также выступавший в Стамбульской лиге. В составе этой же команды он провёл первый сезон объединённого чемпионата всей Турции в первой половине 1959 года. 12 апреля того же года он забил и свой первый гол в Первой лиге, открыв на 6-й минуте счёт в матче с «Каршиякой». В следующем чемпионате Бератлыгиль выступал за «Истанбулспор». В сезоне-1962/63 он был футболистом команды «Ферикёй», но сыграл лишь в двух матчах чемпионата и в двух кубковых встречах.

## Карьера в сборной
Был включён в состав сборной Турции на чемпионат мира по футболу 1954 года, но на поле он не появлялся ни в одном из 3 матчей команды на турнире. Дебютировал же в составе сборной Бератлыгиль в товарищеском матче против сборной Венгрии, проходившем 19 февраля 1956 года в Стамбуле. Всего он провёл 5 матчей за национальную команду в период с 1956 по 1957 год.